# Ljudmyla Jossypenko

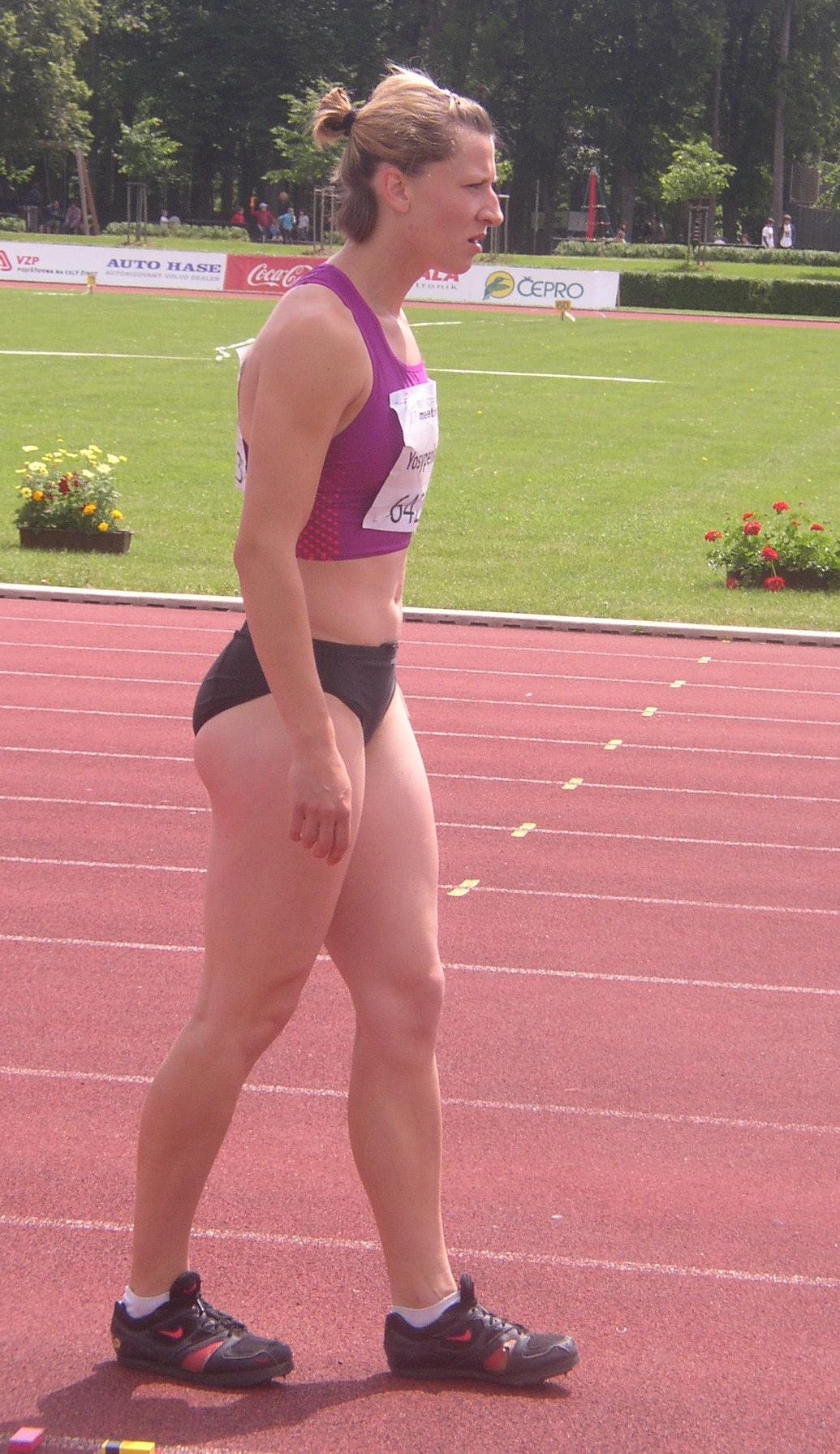
Ljudmyla Jossypenko in Kladno (2010)

Ljudmyla Dmytriwna Jossypenko (ukrainisch Людмила Дмитрівна Йосипенко, engl. Transkription Lyudmyla Yosypenko; * 24. September 1984 in Jahotyn, Oblast Kiew) ist eine ukrainische Siebenkämpferin.

## Leben
Bei den Leichtathletik-Weltmeisterschaften 2009 in Berlin wurde sie Fünfte, bei den Leichtathletik-Europameisterschaften 2010 in Barcelona Sechste.
Bei den Olympischen Spielen in London wurde sie Vierte. Ursprünglich wurde Jossypenko sogar auf dem Bronze-Rang gereiht, da die Deutsche Lilli Schwarzkopf nach dem 800-Meter-Lauf disqualifiziert wurde. Diese Disqualifikation wurde aufgrund eines Fehlers der Kampfrichter wieder aufgehoben. Ihren vierten Platz verlor sie aber im September 2013, nachdem sie durch ihren Blutpass des Dopings überführt worden war. Sie war bis März 2017 von allen Wettkämpfen ausgeschlossen, zusätzlich wurden alle weiteren Ergebnisse nach Olympia rückwirkend gestrichen.

## Persönliche Bestleistungen
- Siebenkampf: 6618 Punkte, 4. August 2012, London
- Fünfkampf (Halle): 4298 Punkte, 13. Februar 2007, Sumy